# The Bonny Bunch of Roses

The Bonny Bunch of Roses est une chanson traditionnelle anglaise composée au début du XIXe siècle, probablement en Irlande.
Les paroles de cette ballade se présentent sous la forme d'un dialogue entre Napoléon II et sa mère Marie-Louise d'Autriche. L'enfant déclare qu'une fois adulte, il rassemblera une armée pour faire ce que son père Napoléon Ier a échoué à faire : conquérir le Royaume-Uni. Sa mère le met en garde contre la puissance du « joli bouquet de roses » formé par l'union de l'Angleterre, de l'Écosse et de l'Irlande.
Elle porte le numéro 664 dans le Roud Folk Song Index et J05 dans l'index de ballades dressé par George Malcolm Laws (en).

## Enregistrements
- Séamus Ennis sur l'album The Bonny Bunch of Roses (1959)
- Joe Heaney en 45 tours (1960)
- Finbar Furey (en) sur l'album Traditional Irish Pipe Music (1969)
- Nic Jones (en) sur l'album Nic Jones (en) (1971)
- Fred Jordan (en) sur l'album When the Frost is on the Pumpkin (1974)
- The Chieftains sur l'album The Chieftains 6: Bonaparte's Retreat (en) (1976)
- Fairport Convention sur l'album The Bonny Bunch of Roses (1977)
- John Wesley Harding (en) sur l'album Trad Arr Jones (en) (1999)
- June Tabor et Oysterband (en) sur l'album Ragged Kingdom (en) (2011)